# Trente et quarante
Il trente et quarante è un gioco di carte da casinò classificato fra i giochi d'azzardo. 
Per giocare si usano sei mazzi di cinquantadue carte da gioco e vi partecipano un numero illimitato di giocatori contro il banco.

## Storia
Secondo alcuni è uno dei più antichi giochi di carte francesi, nato addirittura alla corte di Carlo VI di Francia verso la fine del XIV secolo.
Fu introdotto nei maggiori casinò europei alla fine del XIX secolo, a fianco delle roulette, delle quali ricorda il meccanismo, in particolare riguardo alle puntate a doppia possibilità come il rosso e il nero, pur giocandosi con le carte ed avendo il vantaggio di una maggiore rapidità.
In tempi più recenti ha subito una certa decadenza, perché dà al casinò guadagni più limitati rispetto a giochi più moderni; è tenuto nell'ombra anche perché è uno dei giochi dove il vantaggio del banco è più basso: solo lo 0,91%.

## Regole
I giocatori scelgono la puntata, che può essere fatta su due semplici combinazioni: rosso o nero (rouge ou noire) oppure colore o inverso (couleur ou enverse). Il croupier mescola le 312 carte e le fa tagliare. Le prime cinque carte vengono in genere "bruciate", cioè escluse dal gioco. A questo punto scopre una per volta le carte in gioco e le sistema su una fila, che giocherà per il nero. Si fermerà quando il valore delle carte sarà maggiore di trenta. Ogni carta numerata vale il valore riportato sulla carta stessa; le figure valgono dieci punti.
In seguito inizierà a stendere parallelamente la fila del rosso, fermandosi quando raggiunge anche in questo caso un numero di punti superiore a trenta. Vince il colpo la fila che fa meno punti.
In caso di parità il colpo è nullo. Per stabilire il vincitore tra couleur e enverse si guarda il colore della prima carta della prima fila e si confronta con il colore vincente: se è dello stesso colore avrà vinto couleur, se è differente enverse.
Le puntate vincenti vengono pagate alla pari, cioè se per esempio sono stati puntati dieci euro ne vengono restituiti venti. Tutti i casinò impongono delle soglie minime e massime di puntata.
Se entrambe le righe sommano trentuno si tratta di un après: il banco imprigiona le puntate e distribuisce le carte per il colpo seguente. Nella mano successiva i giocatori vincenti potranno ritirare le giocate bloccate, senza ritirare la vincita; le puntate perdenti saranno invece prese dal croupier. Se capita di nuovo un après i giocatori dovranno vincere due volte di seguito per poter ritirare le puntate bloccate; alla terza volta il banco incamera tutte le puntate. Dal punto di vista statistico il trentuno è dopotutto il numero con la più alta probabilità di uscita. 
Esiste poi la possibilità di "assicurarsi": contro l'eventualità del trentuno pari (l'un après) i giocatori possono pagare al banco l'1% della loro puntata e ricevere un piccolo contrassegno (un gettone bianco). In caso di trentuno pari potranno così riavere indietro le puntate. Molti giocatori abituali assicurano tutte le puntate: il costo dell'assicurazione (1%) è infatti inferiore alla probabilità di uscita del trentuno pari (2,19% dei casi).
| Noir                   |  |  |  |  |  | 31 punti |
| Rouge                  |  |  |  |  |  | 40 punti |
| Rouge perd et couleur. |  |  |  |  |  |          |

Il rituale prevede che il croupier parli in francese e si riferisca sempre al Rosso e al Colore.
Pertanto alla fine gli annunci saranno esclusivamente i seguenti:
- Rouge gagne et couleur (vincono rosso e colore)
- Rouge gagne et la couleur perd (vincono rosso e inverso)
- Rouge perd et la couleur gagne (vincono nero e colore)
- Rouge perde et couleur (vincono nero e inverso)